# Bob Telson
Robert "Bob" Eria Telson (nascido em 14 de maio de 1949) é um compositor e pianista estadunidense mais conhecido por seus trabalhos no teatro e no cinema (como no filme Bagdad Café) pelos quais ele recebeu indicações aos prêmios Tony, Pulitzer e Oscar.

## Discografia
- The Gospel at Colonus (gravação original de enredo) (Nonesuch, 1988)
- Bagdad Cafe (trilha sonora) (Island Records, 1989)
- Calling You (Warner Bros., 1992)
- An Ant Alone - Songs from the Warrior Ant (Little Village) (Rykodisk, 1991)
- La Vida Segun Muriel (trilha sonora) (Polygram, 1997)
- Trip (Isabel de Sebastian & Bob Telson) (Acqua, 2008)
- Old LP (Acqua (2012), Naxos (2012)